# Kazuma Inoue
Kazuma Inoue (井上 和馬 Inoue Kazuma?, nacido el 9 de enero de 1990 en Kanagawa) es un exfutbolista japonés. Jugaba de delantero y su único club fue el YSCC Yokohama de Japón.

## Trayectoria

### Clubes
| Club          | País  | Año         |
| ------------- | ----- | ----------- |
| YSCC Yokohama | Japón | 2012 - 2015 |

## Estadística de carrera

### J. League
| Club          | Año   | J. League | J. League | Copa J. League | Copa J. League | Total | Total |
| Club          | Año   | Part.     | Goles     | Part.          | Goles          | Part. | Goles |
| ------------- | ----- | --------- | --------- | -------------- | -------------- | ----- | ----- |
| YSCC Yokohama | 2014  | 21        | 1         | -              | -              | 21    | 1     |
| YSCC Yokohama | 2015  | 23        | 2         | -              | -              | 23    | 2     |
| Total         | Total | 44        | 3         | 0              | 0              | 44    | 3     |